# ملعب الدكتور نيكولاس ليوز
ملعب الدكتور نيكولاس ليوز هو ملعب كرة قدم في العاصمة أسونسيون، باراغواي. أنشئ الملعب عام 2005 وهو الآن الملعب الرئيسي لليبيرتاد. سمى بهذا الاسم تيمناً بالرئيس السابق للنادي والرئيس الحالي لاتحاد الكومنيبول نيكولاس ليوز. يتسع الملعب لجلوس 10,000 شخص.

## وصلات خارجية
- معلومات عن ملعب ليبرتاد